# Susan Van Camp
Susan Van Camp (Flint, 11 giugno 1959) è un'illustratrice statunitense, nota per le sue illustrazioni fantasy pubblicate nelle edizioni di vari giochi di ruolo (da tavolo, di carte collezionabili e videogiochi).

## Opere
Giochi di ruolo
- Otosan Uchi (Legend of the Five Rings) (2000), Alderac Entertainment Group, illustratrice;
- Doomtown or Bust! (Deadlands: The Weird West) (1999), Pinnacle Entertainment Group, illustratrice;
- Blood Enemies: Abominations of Cerilia (Birthright) (1995), Tactical Studies Rules, illustratrice;
- Faeries (Ars Magica) (1995), Wizards of the Coast, illustratrice;
- Houses of Hermes (Ars Magica) (1994), Wizards of the Coast, illustratrice;
- Earthdawn (1993), FASA Corporation, illustratrice;
- Paranormal Animals of Europe (Shadowrun) (1993), FASA Corporation, illustratrice;
- Citybook VI: Up Town (Catalyst) (1992), Flying Buffalo, illustratrice;
- Central Casting: Heroes Now! (1991), Task Force Games, autrice della copertina;
- Citybook V: Sideshow (Catalyst) (1991), Flying Buffalo, illustratrice.

Altri giochi
- Clout Fantasy, Base Set (2005), Hidden City Games, disegnatrice sui chip (chip art);
- Tempest of the Gods, core set (1995), Black Dragon Press, illustratrice di carte collezionabili;
- Galactic Empires, Primary Edition (1994), Companion Games, illustratrice di carte collezionabili;
- Legends (Magic: The Gathering) (1994), Wizards of the Coast, illustratrice di carte collezionabili;
- Arabian Nights (Magic: The Gathering) (1993), Wizards of the Coast, illustratrice di carte collezionabili.

Editoria
- Animal Henchmen, in Dragon, n. 269, marzo 2000, illustratrice;
- The City of Lofty Pillars, in Dragon, n. 201, gennaio 1994, illustratrice;
- Dungeon Mastery: Talk of the Town, in Dragon Annual, n. 2, 1997, illustratrice;
- Ecology (Love-Life) of the Lamia, in Dragon, n. 192, aprile 1993, illustratrice;
- PC Portraits: Gnomes & Halflings, in Dragon, n. 262, agosto 1999, illustratrice;
- The Wizard’s Companion, in Dragon, n. 246, aprile 1998, illustratrice.

Racconto
- Dedrak’s Quest (storia di fantascienza), in Dragon, n. 250, illustratrice.